# Archaeotinodes globatus
Archaeotinodes globatus là một loài Trichoptera hóa thạch trong họ Ecnomidae.